# Platysenta samula
Platysenta samula är en fjärilsart som beskrevs av Druce 1898. Platysenta samula ingår i släktet Platysenta och familjen nattflyn. Inga underarter finns listade i Catalogue of Life.